# مقاطعة آشام
مقاطعة آشام هي إحدى مقاطعات النيبال. يبلغ عدد سكانها 257,477 نسمة وذلك حسب إحصائيات سنة 2011. تبلغ مساحتها 1,692 كم².